# Martin Hille
Martin Hille (* 7. August 1964 in Peiting) ist ein deutscher Historiker und Journalist.

## Leben
Hille studierte ab 1984 Geschichte und Politische Wissenschaften an der Universität München und legte 1990 seinen Magister Artium ab. 1994 erfolgte die Promotion ebenda. 1995 war er Wissenschaftlicher Praktikant an der Akademie für Politische Bildung in Tutzing und seit 1995 Lehrbeauftragter an der Universität Passau. Von 1997 bis 2000 war er Freier Mitarbeiter der Süddeutschen Zeitung, von 2000 bis 2004 des Bayerischen Rundfunks und ab 2002 der Bayerischen Staatszeitung. Ab 2002 wirkte er als Wissenschaftlicher Mitarbeiter an der Universität Passau. 2008 erfolgte seine Habilitation und danach die Ernennung zum Privatdozenten an der Universität Passau mit der Verleihung der Venia Legendi. 2014 folgte die Ernennung zum außerplanmäßigen Professor an der Universität Passau. Er ist Mitglied der Vereinigung für Verfassungsgeschichte.

## Schriften (Auswahl)
- Revolutionen und Weltkriege. Bayern 1914 bis 1945. Böhlau, Köln 2018, ISBN 978-3-412-51113-5.
- Hrsg. mit Marc von Knorring, Hans-Christof Kraus: Franz-Reiner Erkens: Sachwalter Gottes. Der Herrscher als christus domini, vicarius Christi und sacra majestas. Gesammelte Aufsätze zum 65. Geburtstag (= Historische Forschungen, Bd. 116), Duncker & Humblot, Berlin 2017, ISBN 978-3-428-15222-3.
- Ländliche Gesellschaft in Kriegszeiten. Bäuerliche Subsistenz zwischen Fiskus und Feudalherrschaft am Beispiel des oberbayerischen Pfleggerichts Weilheim und des Klostergerichts Benediktbeuern im 17. Jahrhundert (= Schriftenreihe zur bayerischen Landesgeschichte, Bd. 117), München 1997, ISBN 3-406-10698-6.